# Ghiță Pristanda
Ghiță Pristanda este unul dintre personajele piesei de teatru O scrisoare pierdută de Ion Luca Caragiale. El este polițistul orașului provincial unde se desfășoară acțiunea piesei. Este în realitate omul bun la toate al prefectului Ștefan Tipătescu, care îl folosește adesea ca un fel de slugă personală.
Pristanda (articulat, pristandaua) este și numele unui dans tradițional românesc asemănător cu brâul, în care se bate pasul pe loc. Personajul Pristanda, precum pristandaua, este caracterizat de lipsa progresului, prin baterea pasului pe loc, respectiv de faimoasa sa numărare a celor 44 de steaguri, care de fapt erau 11, calculate și menționate de 4 ori, „Două la primărie, două la prefectură, ... , curat murdar, coane Fănică”.
Monologul lui Pristanda din actul I scena II sună: „Grea misie, misia de polițai... Și conul Fănică cu coana Joițica mai stau să-mi numere steagurile... Tot vorba bietei neveste, zice: «Ghiță, Ghiță, pupă-l în bot și-i papă tot, că sătulul nu crede la ăl flămând...» Zic: curat! De-o pildă, conul Fănică: moșia, moșie, foncția, foncție, coana Joițica, coana Joițica: trai neneaco cu banii lui Trahanache... babachii”. Personajul are ticuri verbale precum „curat” („curat caraghioz!” , „curat mișel!”, „curat constituțional!”), care de fapt frizează prostia.